# Jacobo Bonilla Cedillo
Jacobo Manfredo Bonilla Cedillo (Ciudad de México; 28 de noviembre de 1975) es un abogado y político mexicano originario de Santo Tomás, Alcaldía Azcapotzalco en la Ciudad de México. 
Se define a sí mismo como "un político útil". Es pragmático con personalidad abierta y gran cercanía a las personas.

## Estudios y actividad política
Es Licenciado en Derecho.1 por la Universidad del Valle de México. Se tituló por promedio con 9.2
Tiene estudios especializados en Derecho Parlamentario por el ITAM 
Estudios de posgrado en el INACIPE  
Realizó estudios en la Universidad Panamericana sobre Amparo y Derecho Constitucional. Los que dejó inconclusos por estudiar un Máster en Madrid, España.  
Como parte de un programa de capacitación de las instituciones españolas: Universidad Francisco de Vittoria,  el Ilustrísimo Colegio de Abogados, Universidad Rey Juan Carlos, la Fundación para el Análisis y los Estudios Sociales (FAES)y la Fundación Carolina, fue seleccionado para integrar un grupo de jóvenes a los que se formó como Políticos Humanistas en la Máster en "Participación Ciudadana en el Estado de Derecho". 
Ha participado en la política desde los 15 años acompañando a su familia. Miembro del Partido Acción Nacional desde 1993. Fue presidente de su colonia a los 18 años y posteriormente "consejero ciudadano".

## Cargos públicos
Representante de colonia.1994
Consejero Ciudadano electo. 1994
Representante ante las autoridades electorales del distrito 19.
Trabajó como "asesor legislativo" en la Comisión de Ciencia y Tecnología, de la Asamblea Legislativa del Distrito Federal I Legislatura.1997
En la II legislatura de la Asamblea Legislativa del Distrito Federal (2000-2003), fue diputado local del III Distrito de Azcapotzalco, por el principio de mayoría. Fue presidente de la Comisión de Ciencia y Tecnología, e integrante de la Comisión de Transporte y Vialidad.
En la IV legislatura (2006-2009) de la Asamblea Legislativa del Distrito Federal fue diputado local por el principio de Representación Proporcional, siendo presidente del Comité de la Biblioteca Francisco Zarco.
Ha sido consejero estatal y nacional del Partido Acción Nacional.

## Trayectoria
Desde antes de cumplir la mayoría de edad, fue coordinador de becarios y de las Semanas de Derecho en la Universidad del Valle de México.
Fue director e investigador de la Fundación Christlieb Ibarrola del PAN DF, en donde formó parte del equipo encargado de la Plataforma Política para el DF 2006, y fue encargado de la relación entre el partido con las iglesias.
Ha incursionado en el arte, siendo un impulsor importante de la danza contemporánea, la  música moderna y el teatro.
En el deporte es aficionado al béisbol, fundó y sigue patrocinando el equipo “Corsarios”, en el que juega.
Entre sus aficiones figuran la música clásica y moderna, tocar la guitarra y la lectura.